# Manifest (Fernsehserie)
Manifest ist eine US-amerikanische Fernsehserie des Senders NBC, die im deutschsprachigen Raum erstmals Ende des Jahres 2019 auf ProSieben Fun ausgestrahlt wurde.
Im Juni 2021 wurde bekannt, dass die Serie nach der dritten Staffel eingestellt werde. Im selben Monat wurde sie zu Netflix in den USA hinzugefügt und erreichte sofort einen Spitzenplatz in den Zuschauercharts, was Netflix dazu veranlasste, Manifest um eine vierte und letzte, 20 Folgen enthaltende Staffel zu verlängern. Der erste Teil der vierten Staffel (Episoden 1 bis 10) wurde am 4. November 2022 bei Netflix veröffentlicht, der zweite Teil (Episoden 11 bis 20) am 2. Juni 2023, ebenfalls bei Netflix. Mitte 2022 verweilte die Serie mehrere Wochen in den Netflix-Charts, sie stieß teilweise sogar Stranger Things von Platz eins.

## Inhalt
Während des Montego-Air-Flugs 828 von Jamaika nach New York City treten heftige Turbulenzen auf. Bei der anschließenden Landung erfahren die Fluggäste und Besatzungsmitglieder von der National Security Agency, dass seit dem Abflug mehr als fünfeinhalb Jahre vergangen sind. Aufgrund des spurlosen, langanhaltenden Verschwindens des Flugzeugs mit allen Insassen wurden sie alle für tot erklärt. Die Zurückgekehrten erkennen, dass ihr Leben nicht mehr so wie früher sein wird. Angehörige sowie Bekannte reagieren sehr unterschiedlich auf die Rückkehr. Die Zurückgekehrten hören zudem plötzlich Stimmen und erleben Visionen, welche auf Ereignisse aus der Vergangenheit, Gegenwart oder Zukunft hinweisen, was die ganze Situation weiter verkompliziert.

## Besetzung und Synchronisation
Die deutschsprachige Synchronisation entstand nach den Dialogbüchern von Kim Hasper und Susanne Boetius, unter der Dialogregie von Kim Hasper im Auftrag von Antares Film in Berlin.
Die Synchronisation der vierten Staffel entstand nach Dialogbüchern von Jan Fabian Krüger und Tatjana Kopp unter der Dialogregie von Tatjana Kopp im Auftrag der Interopa Film GmbH in Berlin.
| Rolle               | Darsteller       | Hauptdarsteller | Nebendarsteller                         | Synchronsprecher    |
| ------------------- | ---------------- | --------------- | --------------------------------------- | ------------------- |
| Michaela Beth Stone | Melissa Roxburgh | 1.01–4.20       |                                         | Berenice Weichert   |
| Ben Stone           | Josh Dallas      | 1.01–4.20       |                                         | Tobias Nath         |
| Olive Stone         | Luna Blaise      | 1.01–4.20       |                                         | Marie Hinze         |
| Cal Stone           | Jack Messina     | 1.01–3.13       | 4.03, 4.10, 4.20                        | Arthur Wolfgang Mai |
| Cal Stone           | Ty Doran         | 4.01–4.20       | 3.13                                    | Tom Ferenc          |
| Jared Vasquez       | J. R. Ramirez    | 1.01–4.20       |                                         | Gerrit Schmidt-Foß  |
| Saanvi Bahl         | Parveen Kaur     | 1.01–4.20       |                                         | Sonja Spuhl         |
| Grace Stone         | Athena Karkanis  | 1.01–3.13       | 4.10, 4.20                              | Mareile Moeller     |
| Zeke Landon         | Matt Long        | 2.01–4.10       | 1.12–1.16, 4.11, 4.12, 4.14, 4.18, 4.20 | Marius Clarén       |
| Angelina Meyer      | Holly Taylor     | 3.01–4.20       |                                         | Lisa May-Mitsching  |
| Robert Vance        | Daryl Edwards    | 4.01–4.20       | 1.01–1.11, 2.01–2.04, 2.12–3.13         | Axel Lutter         |

## Hintergrund
Das Wort Manifest steht im Englischen für Lade- oder Passagierliste (passenger manifest).
Die erste 13-teilige Staffel wurde von NBC Anfang 2018 in Auftrag gegeben und später um drei weitere Folgen ergänzt, sodass die erste Staffel aus 16 Folgen besteht. Eine zweite Staffel wurde im April 2019 bestellt und ab Januar 2020 in den USA ausgestrahlt. Die zweite Staffel besteht aus 13 Folgen. Eine dritte Staffel wurde im Juni 2020 in Auftrag gegeben und vom April bis Juni 2021 ausgestrahlt.
Als Kulisse für den John F. Kennedy Airport dient der Republic Airport auf Long Island, außerdem wurde in New York unter anderem im John Jay College of Criminal Justice und im Queensbridge Park gedreht. Die Innenaufnahmen werden in den Silvercup Studios produziert.

## Episodenübersicht

### Staffel 1
Die Erstausstrahlung der ersten Staffel erfolgte von September 2018 bis Februar 2019 auf NBC. Im deutschsprachigen Raum erfolgte die Ausstrahlung von November 2019 bis Januar 2020 auf ProSieben Fun.
| Nr. (ges.) | Nr. (St.) | Deutscher Titel         | Originaltitel               | Erstausstrahlung USA | Deutschsprachige Erstausstrahlung (D/A/CH) | Regie                 | Drehbuch                                |
| ---------- | --------- | ----------------------- | --------------------------- | -------------------- | ------------------------------------------ | --------------------- | --------------------------------------- |
| 1          | 1         | Stimmen im Kopf         | Pilot                       | 24. Sep. 2018        | 1. Nov. 2019                               | David Frankel         | Jeff Rake                               |
| 2          | 2         | Sündenbock              | Reentry                     | 1. Okt. 2018         | 1. Nov. 2019                               | Dean White            | Jeff Rake und Matthew Lau               |
| 3          | 3         | Lege deine Wahrheit dar | Turbulence                  | 8. Okt. 2018         | 8. Nov. 2019                               | Paul Holahan          | Gregory Nelson und Bobak Esfarjani      |
| 4          | 4         | Blinder Passagier       | Unclaimed Baggage           | 15. Okt. 2018        | 8. Nov. 2019                               | Craig Zisk            | Laura Putney und Margaret Easley        |
| 5          | 5         | Im Untergrund           | Connecting Flights          | 22. Okt. 2018        | 15. Nov. 2019                              | Tawnia McKiernan      | Amanda Green und Margaret Rose Lester   |
| 6          | 6         | Fieber                  | Off Radar                   | 5. Nov. 2018         | 22. Nov. 2019                              | Félix Enríquez Alcalá | Matthew Lau und MW Cartozian Wilson     |
| 7          | 7         | Herzschlag              | S.N.A.F.U.                  | 12. Nov. 2018        | 29. Nov. 2019                              | Michael Schultz       | Jeff Rake und Bobak Esfarjani           |
| 8          | 8         | Todesengel              | Point of No Return          | 19. Nov. 2018        | 6. Dez. 2019                               | Nina Lopez-Corrado    | Gregory Nelson und Margaret Rose Lester |
| 9          | 9         | Falsches Spiel          | Dead Reckoning              | 26. Nov. 2018        | 13. Dez. 2019                              | Paul Holahan          | Laura Putney und Margaret Easley        |
| 10         | 10        | Fremde Stimme           | Crosswinds                  | 7. Jan. 2019         | 20. Dez. 2019                              | Michael Smith         | Amanda Green und MW Cartozian Wilson    |
| 11         | 11        | Dunkle Blitze           | Contrails                   | 14. Jan. 2019        | 27. Dez. 2019                              | Marisol Adler         | Matthew Lau und Bobak Esfarjani         |
| 12         | 12        | Zeichnungen             | Vanishing Point             | 21. Jan. 2019        | 3. Jan. 2020                               | Millicent Shelton     | Jeff Rake und Gregory Nelson            |
| 13         | 13        | Rote Kreuze             | Cleared for Approach        | 28. Jan. 2019        | 10. Jan. 2020                              | Constantine Makris    | Laura Putney und Margaret Easley        |
| 14         | 14        | Die Gesegneten          | Upgrade                     | 4. Feb. 2019         | 17. Jan. 2020                              | Craig Zisk            | Matthew Lau und Ezra W. Nachman         |
| 15         | 15        | Bombendrohung           | Hard Landing                | 11. Feb. 2019        | 24. Jan. 2020                              | Claudia Yarmy         | Gregory Nelson und Bobak Esfarjani      |
| 16         | 16        | Zeitpunkt des Todes     | Estimated Time of Departure | 18. Feb. 2019        | 31. Jan. 2020                              | Dean White            | Jeff Rake & Amanda Green                |

### Staffel 2
Die Erstausstrahlung der zweiten Staffel erfolgte von Januar bis April 2020 auf NBC. Im deutschsprachigen Raum erfolgte eine Ausstrahlung zwischen November 2020 und Februar 2021 auf ProSieben Fun.
| Nr. (ges.) | Nr. (St.) | Deutscher Titel                   | Originaltitel         | Erstausstrahlung USA | Deutschsprachige Erstausstrahlung (D/A/CH) | Regie            | Drehbuch                                 |
| ---------- | --------- | --------------------------------- | --------------------- | -------------------- | ------------------------------------------ | ---------------- | ---------------------------------------- |
| 17         | 1         | Rette die Passagiere              | Fasten Your Seatbelts | 6. Jan. 2020         | 27. Nov. 2020                              | Joe Chappelle    | Jeff Rake und Bobak Esfarjani            |
| 18         | 2         | Unter falschem Verdacht           | Grounded              | 13. Jan. 2020        | 4. Dez. 2020                               | Claudia Yarmy    | Laura Putney und Margaret Easley         |
| 19         | 3         | Gargoyle                          | False Horizon         | 20. Jan. 2020        | 11. Dez. 2020                              | Nathan Hope      | Jeannine Renshaw und MW Cartozian Wilson |
| 20         | 4         | Ein gutes Herz kann viel bewirken | Black Box             | 27. Jan. 2020        | 18. Dez. 2020                              | Sherwin Shilati  | Simran Baidwan und Bobak Esfarjani       |
| 21         | 5         | Kirche der Gläubigen              | Coordinated Flight    | 3. Feb. 2020         | 25. Dez. 2020                              | Marisol Adler    | Matthew Lau und Marta Gené Camps         |
| 22         | 6         | Tarot                             | Return Trip           | 10. Feb. 2020        | 1. Jan. 2021                               | Mo Perkins       | Laura Putney und Margaret Easley         |
| 23         | 7         | Anschlag                          | Emergency Exit        | 17. Feb. 2020        | 8. Jan. 2021                               | Jean de Segonzac | Jeannine Renshaw und Ezra W. Nachman     |
| 24         | 8         | Pfad der Erleuchtung              | Carry On              | 2. März 2020         | 15. Jan. 2021                              | Nicole Rubio     | Jeff Rake und Simran Baidwan             |
| 25         | 9         | Spinnennetz                       | Airplane Bottles      | 9. März 2020         | 22. Jan. 2021                              | Ramaa Mosley     | Matthew Lau und MW Cartozian Wilson      |
| 26         | 10        | Zeichen und Wunder                | Course Deviation      | 16. März 2020        | 29. Jan. 2021                              | Michael Smith    | Laura Putney und Margaret Easley         |
| 27         | 11        | Lass ihn gehen                    | Unaccompanied Minors  | 23. März 2020        | 5. Feb. 2021                               | Andy Wolk        | Jeannine Renshaw und Marta Gené Camps    |
| 28         | 12        | Hochzeit                          | Call Sign             | 30. März 2020        | 12. Feb. 2021                              | Joe Chappelle    | Simran Baidwan und Ezra W. Nachman       |
| 29         | 13        | Unter dem Eis                     | Icing Conditions      | 6. Apr. 2020         | 19. Feb. 2021                              | Romeo Tirone     | Jeff Rake und Matthew Lau                |

### Staffel 3
Die Erstausstrahlung der dritten Staffel erfolgte von April bis Juni 2021 auf NBC. Im deutschsprachigen Raum erfolgt die Ausstrahlung zwischen November 2021 und Januar 2022.
| Nr. (ges.) | Nr. (St.) | Deutscher Titel | Originaltitel       | Erstausstrahlung USA | Deutschsprachige Erstausstrahlung (D) | Regie           | Drehbuch                               |
| ---------- | --------- | --------------- | ------------------- | -------------------- | ------------------------------------- | --------------- | -------------------------------------- |
| 30         | 1         | Auferstanden    | Tailfin             | 1. Apr. 2021         | 4. Nov. 2021                          | Romeo Tirone    | Jeff Rake & Bobak Esfarjani            |
| 31         | 2         | Zeitkapsel      | Deadhead            | 8. Apr. 2021         | 11. Nov. 2021                         | Romeo Tirone    | Laura Putney & Margaret Easley         |
| 32         | 3         | Pfauenfeder     | Wingman             | 15. Apr. 2021        | 18. Nov. 2021                         | Michael Smith   | Simran Baidwan & Ezra W. Nachman       |
| 33         | 4         | Isis und Osiris | Tailspin            | 22. Apr. 2021        | 25. Nov. 2021                         | Michael Smith   | Marta Gené Camps & MW Cartozian Wilson |
| 34         | 5         | Einhorn         | Water Landing       | 29. Apr. 2021        | 2. Dez. 2021                          | Marisol Adler   | Matthew Lau                            |
| 35         | 6         | Drei Schatten   | Graveyard Spiral    | 29. Apr. 2021        | 9. Dez. 2021                          | Sherwin Shilati | Laura Putney & Margaret Easley         |
| 36         | 7         | Rettungsboot    | Precious Cargo      | 6. Mai 2021          | 16. Dez. 2021                         | Romeo Tirone    | Bobak Esfarjani & Ezra W. Nachman      |
| 37         | 8         | Saphir          | Destination Unknown | 6. Mai 2021          | 23. Dez. 2021                         | Claudia Yarmy   | Eric Haywood & Marta Gené Camps        |
| 38         | 9         | Geständnis      | Bogey               | 13. Mai 2021         | 30. Dez. 2021                         | Laura Belsey    | Simran Baidwan & MW Cartozian Wilson   |
| 39         | 10        | Feuerprobe      | Compass Calibration | 20. Mai 2021         | 6. Jan. 2022                          | Ramaa Mosley    | Laura Putney & Margaret Easley         |
| 40         | 11        | Moses und Aaron | Duty Free           | 3. Juni 2021         | 13. Jan. 2022                         | Ruba Nadda      | Bobak Esfarjani & Darika Fuhrmann      |
| 41         | 12        | Blut            | Mayday, Part 1      | 10. Juni 2021        | 20. Jan. 2022                         | Dean White      | Simran Baidwan & Marta Gené Camps      |
| 42         | 13        | Versenkt        | Mayday, Part 2      | 10. Juni 2021        | 27. Jan. 2022                         | Romeo Tirone    | Jeff Rake & Matthew Lau                |

### Staffel 4
Die vierte Staffel der Serie ist in zwei Teile zu jeweils 10 Folgen aufgeteilt. Am 4. November 2022 wurden die ersten 10 Folgen weltweit auf Netflix ausgestrahlt.
| Nr. (ges.) | Nr. (St.) | Deutscher Titel               | Originaltitel                  | Erstausstrahlung USA | Deutschsprachige Erstausstrahlung (D/A/CH) | Regie            | Drehbuch                                |
| ---------- | --------- | ----------------------------- | ------------------------------ | -------------------- | ------------------------------------------ | ---------------- | --------------------------------------- |
| 43         | 1         | Der Kirschblütenregen         | Touch-and-Go                   | 4. Nov. 2022         | 4. Nov. 2022                               | Romeo Tirone     | Jeff Rake & Simran Baidwan              |
| 44         | 2         | Die Blackbox                  | All Call                       | 4. Nov. 2022         | 4. Nov. 2022                               | Dean White       | Laura Putney & Darika Fuhrmann          |
| 45         | 3         | Der Co-Pilot                  | High Flight                    | 4. Nov. 2022         | 4. Nov. 2022                               | S.J. Main Muñoz  | Margaret Easley & MW Cartozian Wilson   |
| 46         | 4         | Die Antwort                   | Go-Around                      | 4. Nov. 2022         | 4. Nov. 2022                               | SJ Main Muñoz    | Matt K. Turner & Ezra W. Nachman        |
| 47         | 5         | Der Alleingang                | Squawk                         | 4. Nov. 2022         | 4. Nov. 2022                               | Mike Smith       | Simran Baidwan & Sumerah Srivastav      |
| 48         | 6         | Die Kugeln                    | Relative Bearing               | 4. Nov. 2022         | 4. Nov. 2022                               | Harvey Waldman   | Laura Putney & Ryan Martinez            |
| 49         | 7         | Das Date                      | Romeo                          | 4. Nov. 2022         | 4. Nov. 2022                               | Josh Dallas      | Ezra W. Nachman & Darika Fuhrmann       |
| 50         | 8         | Die Berufung                  | Full Upright & Locked Position | 4. Nov. 2022         | 4. Nov. 2022                               | Erica Watson     | Matt K. Turner & Jimmy Blackmon         |
| 51         | 9         | Der Kompass                   | Rendezvous                     | 4. Nov. 2022         | 4. Nov. 2022                               | Cheryl Dunye     | MW Cartozian Wilson & Sumerah Srivastav |
| 52         | 10        | Die Entscheidung              | Inversion Illusion             | 4. Nov. 2022         | 4. Nov. 2022                               | Romeo Tirone     | Jeff Rake & Margaret Easley             |
| 53         | 11        | Letzter Sinkflug              | Final Descent                  | 2. Juni 2023         | 2. Juni 2023                               | Romeo Tirone     | Jeff Rake & Simran Baidwan              |
| 54         | 12        | Rückzug                       | Bug Out                        | 2. Juni 2023         | 2. Juni 2023                               | Romeo Tirone     | Margaret Easley & Daria Fuhrmann        |
| 55         | 13        | Geisterflug                   | Ghost Plane                    | 2. Juni 2023         | 2. Juni 2023                               | SJ Main Muñoz    | Matt K. Turner & Sumerah Srivastav      |
| 56         | 14        | Fata Morgana                  | Fata Morgana                   | 2. Juni 2023         | 2. Juni 2023                               | Claire Fowler    | MW Cartozian Wilson & Ryan Martinez     |
| 57         | 15        | Ausgebremst                   | Throttle                       | 2. Juni 2023         | 2. Juni 2023                               | Romeo Tirone     | Laura Putney & Ezra W. Nachman          |
| 58         | 16        | Angriffsmanöver               | Furball                        | 2. Juni 2023         | 2. Juni 2023                               | Stacey Muhammad  | Matt K. Turner & Darika Fuhrmann        |
| 59         | 17        | Schwelle                      | Threshold                      | 2. Juni 2023         | 2. Juni 2023                               | TBA              | MW Cartozian Wilson & Sumerah Srivastav |
| 60         | 18        | Auftrieb/Widerstand           | Lift / Drag                    | 2. Juni 2023         | 2. Juni 2023                               | Melissa Roxburgh | Ezra W. Nachman & Ryan Martinez         |
| 61         | 19        | Formation                     | Formation                      | 2. Juni 2023         | 2. Juni 2023                               | Melissa Roxburgh | Simran Baidwan & Margaret Easley        |
| 62         | 20        | Letzter Aufruf zum Einsteigen | Final Boarding                 | 2. Juni 2023         | 2. Juni 2023                               | Romeo Tirone     | Laura Putney & Jeff Rake                |

## Rezeption
Der Wertungsaggregator Rotten Tomatoes errechnete für die erste Staffel aus den Kritiken von 37 Kritikern eine Weiterempfehlungsrate von 57 Prozent und eine Durchschnittsbewertung von 6,24 von 10. Auf Metacritic erreichte Manifest eine Bewertung der Kritiker von 55 von 100 Punkten. In der Internet Movie Database bewerteten mehr als 21.000 Zuschauer die Fernsehserie im Durchschnitt mit 7,2 von 10 Sternen.
Gian-Philip Andreas bezeichnet die Serie auf Fernsehserie.de als enttäuschend und begründet dies unter anderem damit, dass die Figuren öde seien und die Serie auf „seifige Melodramatik“ zurückgreife. Die Schauspieler wirken seiner Meinung nach, als ob sie „das komplette Drama der Menschheit“ spielen, schaffen es aber nicht, „die lebensumstürzlerische Wucht einer derartigen Lebenszeitverschiebung wirklich“ zu vermitteln.